# Parasteropleurus
Parasteropleurus is een geslacht van rechtvleugeligen uit de familie van de sabelsprinkhanen (Tettigoniidae). De wetenschappelijke naam van dit geslacht is voor het eerst voorgesteld door Joan Barat in een publicatie uit 2012.

## Soorten
Het geslacht Parasteropleurus omvat de volgende soorten:
- Parasteropleurus algericus (Brunner von Wattenwyl, 1882)
- Parasteropleurus balearicus (Bolívar, 1884)
- Parasteropleurus gracilis (Nadig, 1981)
- Parasteropleurus inenormis (Bolívar, 1907)
- Parasteropleurus lucasi (Brunner von Wattenwyl, 1882)
- Parasteropleurus martorellii (Bolívar, 1878)
- Parasteropleurus nerii (Vosseler, 1902)
- Parasteropleurus perezii (Bolívar, 1877)